# Nanotubs de silici

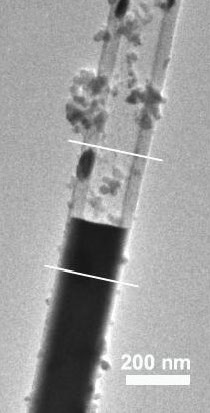
Nanotub de Si (superior) creat per gravat parcial de nanofils de ZnO recoberts de Si (inferior).

Els nanotubs de silici són nanopartícules que creen una estructura semblant a un tub a partir dels àtoms de silici. Igual que amb els nanocables de silici, són tecnològicament importants a causa de les seves propietats físiques inusuals, que difereixen fonamentalment de les del silici a granel. Els primers informes sobre nanotubs de silici van aparèixer cap a l'any 2000.

## Síntesi
Un mètode per preparar nanotubs de silici és utilitzar un reactor que empra un arc elèctric sense l'ús de cap catalitzador. Per garantir la puresa, el reactor s'evacua i s'omple amb el gas noble argó no reactiu. La formació real dels nanotubs es basa en el procés de deposició química de vapor.

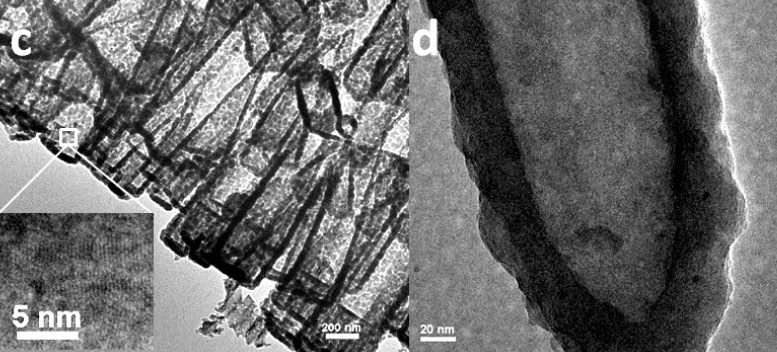
Nanotubs de Si creats per gravat de nanofils de ZnO recoberts de Si.

Un mètode més comú a escala de laboratori implica l'ús de nanocables de germani, carboni o òxid de zinc com a plantilla. Aleshores, el silici, que prové generalment del gas silà o tetraclorur de silici, es diposita als nanofils i el nucli es dissol deixant enrere un tub de silici. El creixement dels nanofils de plantilla, la deposició de silici i el gravat de nanofils i, en conseqüència, la geometria dels nanotubs de Si resultants, es poden controlar amb precisió en el segon mètode; tanmateix, el diàmetre interior més petit està limitat per desenes de nanòmetres. Els mecanismes convencionals de vapor-líquid-sòlid (VLS) i sòlid-líquid-sòlid (SLS) són tècniques preferides per fer créixer nanoestructures de silici unidimensionals. No obstant això, solen incorporar només un tipus de metall com a catalitzador i, per tant, no es poden utilitzar per al creixement de nanoestructures de silici tubulars (buides). En un intent recent, s'ha utilitzat una capa de catalitzador de bicapa níquel-or per aprofitar la taxa de creixement desigual dels catalitzadors metàl·lics constituents. Utilitzant aquestes tècniques VLS i SLS modificades, s'han cultivat nanotubs de silici multiparet amb un gruix de paret lateral de pocs nanòmetres.

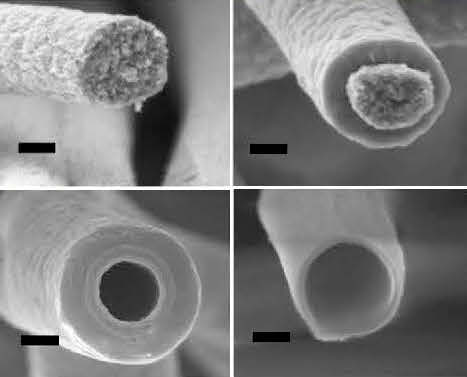
Nanotubs de Si produïts amb una plantilla de carboni. En sentit horari: fibra de carboni; fibra de carboni recoberta de silici; el tub d'òxid de silici que queda després d'eliminar el nucli de carboni; cobrint l'òxid de silici amb silici policristal·lí. Barres d'escala 200 nm.

## Aplicacions
Com a resultat de la seva conductivitat balística, els nanotubs i nanofils de silici s'han considerat per utilitzar-los en electrònica, per exemple, en generadors termoelèctrics. Com que l'estructura pot acomodar molècules d'hidrogen de manera que podria semblar-se al carbó sense el CO₂, sembla que els nanomaterials de silici poden comportar-se com un combustible metàl·lic. Un nanotub de silici carregat d'hidrogen proporciona energia i en el procés deixa aigua residual, etanol, silici i sorra. Tanmateix, com que la producció d'hidrogen requereix una energia considerable, aquest és només un mètode proposat per emmagatzemar energia, no produir-la.Els nanotubs de silici i els nanocables de silici es poden utilitzar en bateries d'ions de liti. Les bateries d'ió de liti convencionals utilitzen carboni gràfic com a ànode, però substituir-lo per nanotubs de silici augmenta experimentalment la capacitat específica (en massa) de l'ànode en un factor de 10 (tot i que la millora de la capacitat global és menor a causa de les capacitats específiques del càtode molt més baixes).
Una altra aplicació emergent del nanotub de silici és l'emissió de llum. Atès que el silici és un semiconductor de banda intercalada indirecta, el rendiment quàntic de recombinació radiativa en aquest material és molt baix. A mesura que el gruix de les nanoestructures basades en silici es redueix per sota del radi de Bohr efectiu (uns 9 nm, en silici) l'eficiència quàntica de l'emissió de llum d'aquest material augmenta a causa de l'efecte de confinament quàntic. Basant-se en aquest fet, s'ha demostrat la capacitat de fotoemissió dels nanotubs de silici amb parets laterals molt primes.